# Медаль Ганса Вагнера
Меда́ль Га́нса Ва́гнера (нем. Hans-Wagner-Medaille) — филателистическая награда, учреждённая Майнцским обществом филателистов в 1885 году в честь достижений известного немецкого филателиста Ганса Вагнера (1852—1940). Медаль учреждена в 1909 году и с того года вручается руководителям клубов и исследователям за выдающиеся заслуги в области филателии. Награждение медалью производится раз в три года, и до сих пор она является самой представительной немецкой наградой в области филателии

## Лауреаты награды
1. 1910 г. — Людвиг Кёниг (Ludwig König), Киль
2. 1913 г. — Эмиль Паули (Geh. Justizrat Emil Pauli), Берлин
3. 1913 г. — Эрнст Виченц (Ernst Vicenz), Гамбург
4. 1918 г. — Виктор Суппанчич (Victor Suppantschitsch, Вена
5. 1920 г. — Хуго Крёч (Hugo Krötzsch), Лейпциг
6. 1925 г. — Артур Эрнст Глазевальд (Arthur Ernst Glasewald), Гёсниц
7. 1928 г. — Людвиг Хессхаймер (Ludwig Hesshaimer), Вена
8. 1931 г. — Эрих Штенгер (Erich Stenger), Берлин
9. 1935 г. — Август Штапф (August Stapf), Веррштадт
10. 1938 г. — Ганс фон Рудольф (Hans von Rudolphi), Берлин
11. 1941 г. — Альфред Люс (Baurat Alfred Luce), Эшбом
12. 1947 г. — Франц Калькхофф (Franz Kalckhoff), Эйнбек
13. 1947 г. — Артур Шрёдер (Arthur Schröder), Клив близ Липпштадта
14. 1950 г. — Герман Денингер (Konsul Hermann Deninger), Франкфурт-на-Майне
15. 1953 г. — Рихард Реннер (Richard Renner), Гамбург
16. 1956 г. — Отто Никодемус (Otto Nicodemus), Франкфурт-на-Майне
17. 1959 г. — Герхард Шмидт (F. W. Gerhard Schmidt), Берлин
18. 1962 г. — Д. Фриц Фассе (Bankdirektor a. D. Fritz Fasse), Майнц
19. 1965 г. — Алоис Бёгерсхаузен (Alois Bögershausen), Вупперталь
20. 1968 г. — Карло Буэросе (Carlo Buerose), Франкфурт-на-Майне
21. 1971 г. — Вильгельм Келер (Rechtsanwalt Wilhelm Kähler), Любек
22. 1975 г. — Рудольф Ханфланд (Rudolf Hanfland), Ландштуль
23. 1978 г. — Ганс А. Вайдлих (Hans A. Weidlich), Баден-Баден
24. 1981 г. — Иоахим Фрей (Joachim Frey), Франкфурт-на-Майне
25. 1985 г. — Хайнц Йегер (Heinz Jaeger), Лёррах
26. 1989 г. — Эмиль В. Мьюз (Emil W. Mewes), Дюссельдорф
27. 1992 г. — Петер Фишер (Peter Fischer), Берлин
28. 1995 г. — Огюст Ван (August Wahn), Хайльбронн
29. 1999 г. — Герман В. Зигер (Konsul Hermann W. Sieger), Лорх/Вюртт.
30. 2004 г. — Райнер Вышомирски (Reiner Wyszomirski), Ланген
31. 2011 г. — Эккарт Бергман (Eckart Bergmann), Арнштад[3]
32. 2017 г. — Вольфганг Маассен (Wolfgang Maassen)[4]